# Banc Coronation
Le banc Coronation (en anglais Coronation Bank, en vietnamien Bãi Đăng Quang, en mandarin Kāngtài Tān (en sinogrammes 康泰滩)),,,, est un récif coralllien immergé au sud-ouest des îles Spratleys en mer de Chine méridionale,.

## Toponymie
En 1983, le Comité chinois des noms géographiques a annoncé son nom standard Kāngtài Tān en hommage au voyageur Kangtai durant la période des Trois Royaumes. En 243 apr. J.-C., le gouverneur du Jiangnan, Lü Dai (en), envoya Zhu Ying et Kang Tai visiter les pays de la mer de Chine méridionale et écrivit « Récits des choses étranges du Fou-nan ». La littérature internationale utilise le nom Coronation Bank.

## Géographie
Le banc Coronation est situé au sud-ouest de la mer de Chine méridionale, à 198 milles marins au sud-est du Viêt Nam continental
Il est situé à 38 milles marins au nord-ouest du récif London Ouest et à 39 milles marins au nord du récif Ladd,.

## Géologie et topographie
Le banc Coronation est un atoll avec un groupe de récifs immergés dispersés avec des bancs de corail à environ 289 mètres de profondeur.

## Revendications

### Contenu des revendications
Le banc Coronation est un sujet de litige entre le Viêt Nam, la Chine et Taïwan. On ignore quel pays contrôle réellement ce banc.

### Droit public international
- Contrairement aux îles, les entités submergées ne peuvent pas revendiquer individuellement leur souveraineté, à moins qu'il ne puisse être prouvé qu'elles se trouvent dans les eaux historiques ou dans la zone économique exclusive de l'île.
- Le plateau continental ne fait pas partie du territoire national, en d'autres termes, les États côtiers n'ont pas de souveraineté sur le plateau continental. Selon l'article 77 de la Convention des Nations unies sur le droit de la mer (CNUDM) de 1982, les États côtiers n'exercent des droits souverains qu'en termes d'exploration et d'exploitation de leurs ressources naturelles. L'exercice de droits souverains par un État côtier ne doit pas causer de dommages à la navigation ou à d'autres droits et libertés d'autres États reconnus par la CNUDM. Selon l'article 79 de la CNUDM 1982, d'autres pays ont le droit d'installer des câbles et des pipelines sous-marins sur le plateau continental mais nécessitent l'accord de l'État côtier.